# Dieter Stefan Peters
Dieter Stefan Peters, oft als D. S. Peters oder D. Stefan Peters zitiert, (* 5. Juni 1932 in Gleiwitz, Oberschlesien) ist ein deutscher Experte für Paläornithologie und Ornithologie.
Peters kam 1958 aus Schlesien nach Westdeutschland. Er promovierte 1961 an der Goethe-Universität Frankfurt am Main in Zoologie und war ab 1964 am Forschungsinstitut Senckenberg tätig, wo er 1976 Kurator für Ornithologie wurde, ab 1987 stellvertretender Direktor war und 1997 in den Ruhestand ging. Außerdem war er ab 1989 außerplanmäßiger Professor für Zoologie an der Universität Frankfurt, an der er sich 1979 habilitierte. Sein Nachfolger als Kurator am Senckenberg Museum ist Gerald Mayr.
Er war 1996 Erstbeschreiber der Vogelart Kurzzehen-Kleibervanga und befasste sich sowohl mit der frühen Evolution der Vögel (Archaeopteryx, Confuciusornis) als auch mit der Vogelfauna aus der Grube Messel aus dem Eozän, zum Beispiel den dort gefundenen Eulen und Greifvögeln. Er schrieb auch populärwissenschaftliche Bücher über Vögel und Insekten für Jugendliche im Otto Maier und Delphin Verlag und über gesellschaftliche und philosophische Aspekte der Evolutionstheorie. In Grzimeks Tierleben schrieb er das Kapitel  über die Schwalben und in der Brockhaus-Enzyklopädie die Artikel zur Ornithologie. Peters veröffentlichte auch über Entomologie.
Seine Frau Margarete leitete als Medizinerin das Frankfurter Gesundheitsamt.

## Schriften
- Herausgeber: Acta palaeornithologica. – Courier Forschungsinstitut Senckenberg 181, 1995 (3. Symposium Society of Avian Paleontology and Evolution (SAPE) 1992)
- Die Messel-Vögel – eine Landvogelfauna, in: S. Schaal, W. Ziegler (Herausgeber) Ein Schaufenster in die Geschichte der Erde und des Lebens, Frankfurt am Main: Waldemar Kramer, 1988, S. 135–151